# 5298 Параскевопулос
5298 Параскевопулос (5298 Paraskevopoulos) — астероїд головного поясу, відкритий 7 серпня 1966 року.
Тіссеранів параметр щодо Юпітера — 3,220.